# A & C Black
A & C Black é uma editora britânica fundada em 1807 por Adam e Charles Black em Edimburgo e transferida para o Soho, em Londres, em 1889. Em 1851, a empresa comprou os direitos da série de romances de Walter Scott, Waverley Novels por £27.000. Em 1902 publicaram o primeiro livro de P.G.Wodehouse, The Pothunters, e passaram a produzir muitos de seus primeiros trabalhos. A empresa é mais conhecida como a editora da publicação anual Who's Who ("Quem é Quem", desde 1897) e também, desde 2002, o Whitaker's Almanack. Outros trabalhos notáveis incluem o Black's Medical Dictionary (um dicionário médico completo com definições de termos médicos, conceitos, etc) e a série sobre regras de esporte Know the Game ("Conheça o Jogo").
Compraram as editoras Christopher Helm Publishers e posteriormente a Pica Press, ambos editores do Helm Identification Guides (Guias de Identificação Helm), de Christopher Helm. Em junho de 2002 compraram a T&AD Poyser e cerca de 70 títulos sobre ornitologia da Elsevier Science. Compraram Methuen Drama da Methuen Publishing e Arden Shakespeare da Cengage Learnin em 2006.
Atualmente a empresa faz parte da Bloomsbury Publishing Plc, editora que comprou a A & C Black em 2000.